# Kampfgeschwader zur besonderen Verwendung 323
Le Kampfgeschwader zur besonderen Verwendung 323 (KGzbV 323) (323e escadron de combat à emploi particulier) est une unité de transport de la Luftwaffe pendant la Seconde Guerre mondiale. 

## Organisation
Le KGzbV 323 n'a été que partiellement organisé sans Stab.Gruppe

### I. Gruppe
Formé en août 1942 avec :
- Stab I./KGzbV 323 nouvellement créé
- 1./KGzbV 323 nouvellement créé
- 2./KGzbV 323 nouvellement créé
- 3./KGzbV 323 nouvellement créé
- 4./KGzbV 323 nouvellement créé

En mai 1943, le I./KGzbV 323 est renommé I./TG 5 :
- Stab I./KGzbV 323 devient Stab I./TG 5
- 1./KGzbV 323 devient 1./TG 5
- 2./KGzbV 323 devient 2./TG 5
- 3./KGzbV 323 devient 3./TG 5
- 4./KGzbV 323 devient 4./TG 5

Gruppenkommandeure (Commandant de groupe) :
| Début | Fin | Grade | Nom |
| ----- | --- | ----- | --- |
| ?     | ?   | ?     | ?   |

### II. Gruppe
Formé en novembre 1942 à partir du KGrzbV 104 (Kampfgruppe zur besonderen Verwendung 104) avec : 
- Stab II./KGzbV 323 à partir du Stab/KGrzbV 104
- 5./KGzbV 323 à partir du 1./KGrzbV 104
- 6./KGzbV 323 à partir du 2./KGrzbV 104
- 7./KGzbV 323 à partir du 3./KGrzbV 104
- 8./KGzbV 323 à partir du 4./KGrzbV 104

En mai 1943, le II./KGzbV 323 est renommé II./TG 5 :
- Stab II./KGzbV 323 devient Stab II./TG 5
- 5./KGzbV 323 devient 5./TG 5
- 6./KGzbV 323 devient 6./TG 5
- 7./KGzbV 323 devient 7./TG 5
- 8./KGzbV 323 devient 8./TG 5

Gruppenkommandeure :
| Début | Fin | Grade | Nom |
| ----- | --- | ----- | --- |
| ?     | ?   | ?     | ?   |

### III. Gruppe
Formé en février 1943 à partir du KGrzbV 900 (Kampfgruppe zur besonderen Verwendung 900) avec :
- Stab III./KGzbV 323 à partir du Stab/KGrzbV 900
- 9./KGzbV 323 à partir du 1./KGrzbV 900
- 10./KGzbV 323 à partir du 2./KGrzbV 900
- 11./KGzbV 323 à partir du 3./KGrzbV 900
- 12./KGzbV 323 à partir du 4./KGrzbV 900

En mai 1943, le III./KGzbV 323 est renommé III./TG 5 :
- Stab III./KGzbV 323 devient Stab III./TG 5
- 9./KGzbV 323 devient 9./TG 5
- 10./KGzbV 323 devient 10./TG 5
- 11./KGzbV 323 devient 11./TG 5
- 12./KGzbV 323 devient 12./TG 5

Gruppenkommandeure :
| Début | Fin | Grade | Nom |
| ----- | --- | ----- | --- |
| ?     | ?   | ?     | ?   |